# KkStB 40
Die Dampflokomotivreihe kkStB 40 waren Güterzug-Schlepptenderlokomotiven der kkStB, die ursprünglich
von der Lemberg-Czernowitz-Jassy-Eisenbahn (LCJE), von der Galizischen Carl Ludwig-Bahn (CLB) und von der Böhmischen Westbahn (BWB) stammten.

## kkStB 40.01–30 (Lemberg-Czernowitz-Jassy-Eisenbahn)
Diese Lokomotiven wurden von der LCJE 1866 bis 1887 beschafft.
Sie bildeten die Reihe IVd.
Die Betriebsnummern 68 und 69 der LCJE, die später kkStB 40.29–30 wurden, waren auf den Bukowinaer Lokalbahnen eingesetzt und hatten dort die Nummern 020 und 021.
Bei der kkStB, die die verbliebenen Maschinen als 40.01–30 bezeichnete, erhielten sie zwischen 1880 und 1891 geringfügig stärkere Kessel.
Eine bis dato unbekannte Anzahl dieser Maschinen, die auf den Rumänischen Linien der LCJE eingesetzt waren, kamen zur CFR.

## kkStB 40.51–65 (Galizische Carl Ludwig-Bahn)
Diese Maschinen wurden von der Galizische Carl Ludwig-Bahn (CLB) 1859 bis 1864 beschafft.
Lieferanten waren die Wiener Neustädter Lokomotivfabrik und Sigl in Wien.
Sie bildeten die Reihen IIIa,b,c, wobei die Kleinbuchstaben andere Kessel bedeuteten.
Als die CLB 1892 verstaatlicht wurde, reihte die kkStB die verbliebenen Maschinen als 40.51–65 ein.
Die Maschinen wurden mit Kesseln der Reihe 18 versehen.
Die Tabelle zeigt die Dimensionen der neuen Kesseln.
Die 40.57 erhielt eine „gewellte Feuerbüchse“ und einen passenden Kessel, dessen Dimensionen in der Tabelle als zweiter Wert angegeben sind.
Die unterschiedlichen Kesselbauarten hatten auch verschiedenen Dampfdruck bei den Lokomotiven zur Folge.
Ab 1892 begann die Ausmusterung dieser Fahrzeuge.

## kkStB 40.70–99 (Böhmische Westbahn)
| BWB II / BWB III / kkStB 40.70–99 / ČSD 312.4 | BWB II / BWB III / kkStB 40.70–99 / ČSD 312.4 | BWB II / BWB III / kkStB 40.70–99 / ČSD 312.4 |
| --------------------------------------------- | --------------------------------------------- | --------------------------------------------- |
| BWB Nr. 25 „Böhmerwald“ später kkStB 40.98    |                                               |                                               |
| Technische Daten                              |                                               |                                               |
| Bauart                                        | Cn2                                           | Cn2                                           |
| Zylinder-Ø                                    | 435 mm                                        | 422 mm                                        |
| Kolbenhub                                     | 632 mm                                        | 632 mm                                        |
| Treibrad-Ø                                    | 1258 mm                                       | 1258 mm                                       |
| Laufrad-Ø vorne                               | –                                             | –                                             |
| Laufrad-Ø hinten                              | –                                             | –                                             |
| fester Radstand                               | 3318 mm                                       | 3318 mm                                       |
| Gesamtradstand                                | 3318 mm                                       | 3318 mm                                       |
| Gesamtradstand + Tender                       | 10186 mm                                      | 10186 mm                                      |
| Anz. d. Rohre                                 | 167                                           | 167                                           |
| Heizfl. d. Rohre                              | 110,5 m²                                      | 110,5 m²                                      |
| Heizfl. d. Feuerbüchse                        | 7,9 m²                                        | 7,9 m²                                        |
| Rostfl.                                       | 1,63 m²                                       | 1,63 m²                                       |
| Dampfdruck                                    | 10                                            | 10                                            |
| Gewicht (leer)                                | 31,3 t                                        | 33,8 t                                        |
| Adhäsionsgewicht                              | 35,2 t                                        | 37,4 t                                        |
| Dienstgewicht                                 | 35,2 t                                        | 37,4 t                                        |
| Tender                                        | 22                                            | 22                                            |
| Länge                                         | k. A.                                         | k. A.                                         |
| Höhe                                          | k. A.                                         | k. A.                                         |
| Vmax                                          | 45 km/h                                       | 45 km/h                                       |

Die BWB beschaffte 1861 bis 1872 30 Stück dreifach gekuppelter Maschinen für den Güterverkehr.
Die Maschinen wurden zunächst von Sigl in Wien, später von der Lokomotiven- und Maschinenfabrik J.A. Maffei in München geliefert.
Die von Sigl gelieferten Maschinen erhielten die Reihenbezeichnung II und die Nummern 4–8, 16–25 sowie 27.
Die Maffei-Maschinen waren Reihe III mit den Nummern 28–41.
Nach der Verstaatlichung 1894 wurden sie kkStB 40.70–99.
Nach dem Ersten Weltkrieg kamen einige Maschinen zur BBÖ, wurden jedoch ausgeschieden, ohne in das BBÖ-Nummernschema aufgenommen worden zu sein.
Zehn Exemplare kamen zur ČSD, die ihnen die Reihenbezeichnung 312.4 gab und sie bis 1931 ausmusterte.